# Staatsreservaten in Azerbeidzjan

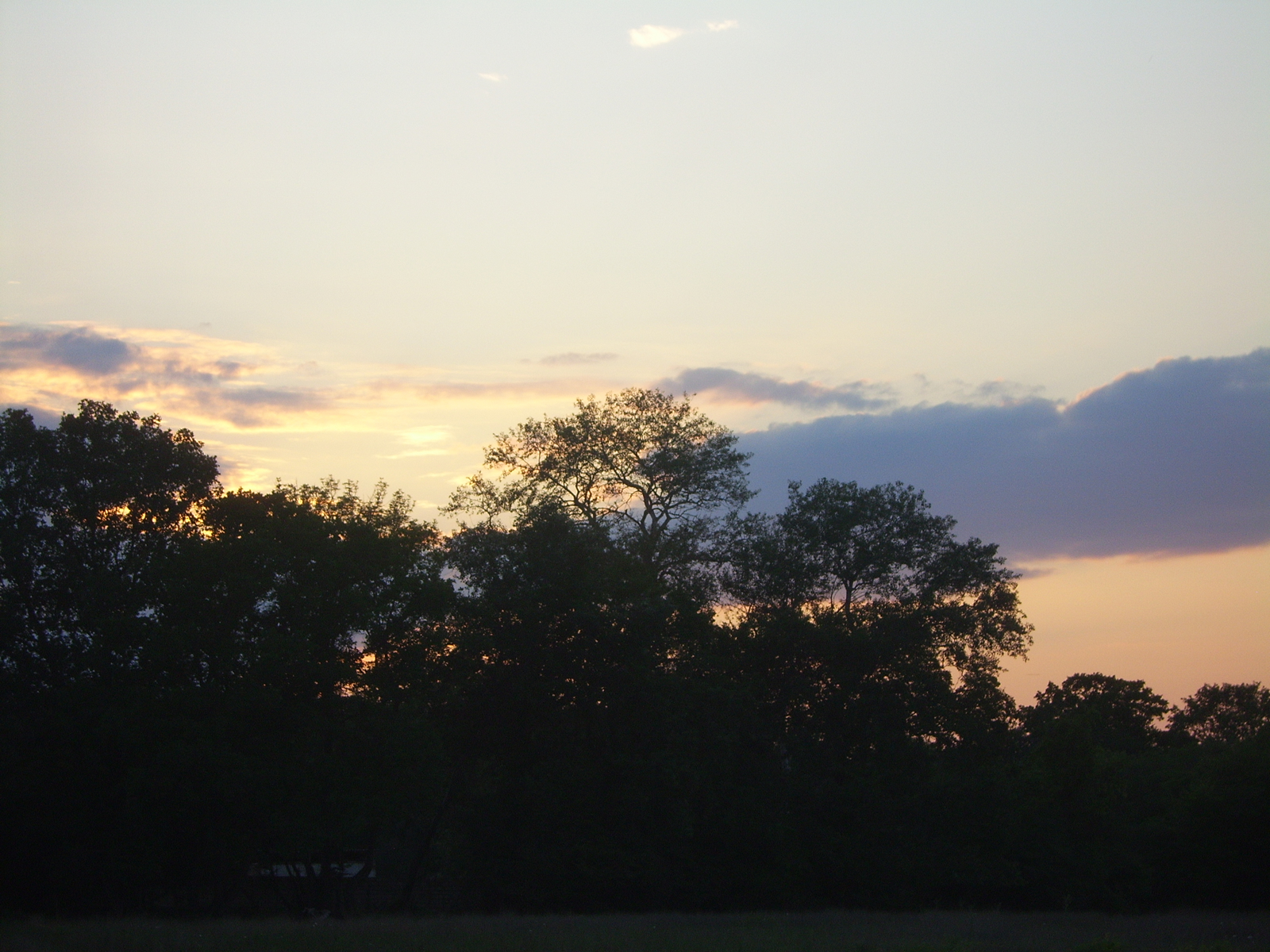
Bos nabij de Kaspische Zee.

Staatsreservaten in Azerbeidzjan zijn nationale natuurreservaten of cultuurreservaten in Azerbeidzjan die het behoud van de flora en fauna en hun leefgebieden moeten waarborgen, dan wel gericht zijn op het behoud van bijzondere cultuurhistorische fenomenen.
De natuurreservaten zijn vooral gericht op de bescherming van typische en zeldzame natuurlijke complexen en het bestuderen van natuurlijke processen en fenomenen. Het gebruik van deze gebieden, evenals de er voorkomende dieren en planten, is bij wet verboden. Regulatie vindt plaats door het ministerie van Ecologie en Natuurlijke Hulpbronnen. Meer dan 2,5% van Azerbeidzjan wordt beschermd als staatsreservaat. Naast deze gebieden zijn er ook nationale parken en andere beschermde natuurgebieden.
Er zijn vijftien staatsreservaten:
- Basut-Chay
- Eldar Pine
- Gara-Yaz
- Gizil-Agach
- Gobustan
- Ilisu
- Ismailli
- Pirgulu
- Shahbuz
- Shirvan
- Historisch en Architectonisch staatsreservaat Shusha
- Turian-Chay
- Qaragol
- Zagatala
- Zakatala